# Song Xiujuan
Song Xiujuan (8 de enero de 1982) es una deportista china que compitió en remo. Ganó una medalla de bronce en el Campeonato Mundial de Remo de 2000, en la prueba de cuatro scull ligero.

## Palmarés internacional
| Campeonato Mundial | Campeonato Mundial | Campeonato Mundial | Campeonato Mundial  |
| Año                | Lugar              | Medalla            | Prueba              |
| ------------------ | ------------------ | ------------------ | ------------------- |
| 2000               | Zagreb (Croacia)   | Medalla de bronce  | Cuatro scull ligero |